# (23028) 1999 XV3
1999 أكس في 3 (ويعرف أيضًا باسم (23028) 1999 أكس في 3 وفق تسمية الكوكب الصغير) (بالإنجليزية: 1999 XV3)‏ هو كويكب ضمن حزام الكويكبات؛ وترتيبه 23028 من حيث الاكتشاف.
اكتُشف هذا الجُرم الفلكي بواسطة ماسح السماء كاتالينا في 4 ديسمبر 1999.

## وصلات خارجية
- (23028) 1999 XV3 في قاعدة بيانات مختبر الدفع النفاث لأجرام النظام الشمسي الصغيرة

- الاكتشاف · مخطط المدار ·  العناصر المدارية · المعلمات المادية

- (23028) 1999 XV3 على موقع ويكي سكاي: DSS2, SDSS, GALEX, IRAS, Hydrogen α, X-Ray, Astrophoto, Sky Map, Articles and images